# From Luxury to Heartache
From Luxury to Heartache är Culture Clubs fjärde studioalbum, utgivet den 30 mars 1986.

## Låtförteckning
Sida A
1. "Move Away" – 4:21
2. "I Pray" – 4:00
3. "Work On Me Baby" – 4:06
4. "Gusto Blusto" – 4:40
5. "Heaven's Children" – 4:44

Sida B
1. "God Thank You Woman" – 4:14
2. "Reasons" – 4:35
3. "Too Bad" – 4:36
4. "Come Clean" – 3:20
5. "Sexuality"  – 5:28

Bonuslåtar
1. "Move Away" (Extended) – 7:25
2. "God Thank You Woman" (Extended) – 7:03
3. "Sexuality" (Extended/Tango Dub Remix) – 10:34

## Medverkande
- Boy George – sång
- Mikey Craig – elbas
- Roy Hay – gitarr, piano, keyboard, sitar, elsitar
- Jon Moss – percussion, trummor

### Övriga musiker
- Michael Rudetsky – keyboard
- Phil Pickett – keyboard, bakgrundssång
- Lewis Hahn – inspelning
- Helen Terry – bakgrundssång
- Jocelyn Brown – bakgrundssång
- David Lasley – bakgrundssång
- Wendell Morrison – bakgrundssång
- Ruby Turner – bakgrundssång